# Decretum laudis
Le Decretum laudis (ou Décret de louange) est le document officiel par lequel le Saint-Siège approuve l'existence d'un institut de vie consacrée, lui concédant de pouvoir exercer son apostolat dans toute l'Église (Église universelle). Cet institut est alors dit « de droit pontifical ».

## Droit canon
Pour la création d'une nouvelle congrégation religieuse, il est nécessaire au départ d'obtenir le nihil obstat de l'autorité ecclésiastique compétente (la Congrégation pour les instituts de vie consacrée et les sociétés de vie apostolique) et l'approbation de l'ordinaire du lieu (c'est-à-dire l'évêque du diocèse). La congrégation est alors dite de droit diocésain.
Quand la congrégation a pris de l'importance, et que l'on peut en constater la maturité spirituelle et apostolique, elle peut être approuvée formellement par le pape, qui la transforme alors en congrégation de droit pontifical. Elle devient alors directement assujettie à l'autorité du Saint-Siège. Si tout se passe bien, une première approbation temporaire est suivie quelques années plus tard par l'approbation définitive.